# Phil Jackson
Philip Douglas Jackson (Deer Lodge, Montana, 17 de septiembre de 1945) es un exjugador y exentrenador de baloncesto estadounidense de los más prolíficos en la NBA. Como entrenador, es considerado uno de los mejores de la historia y tiene el récord de más títulos conseguidos con once (seis con Chicago Bulls y cinco con Los Angeles Lakers). Con 2,03 metros de altura, jugaba en la posición de alero y siendo jugador ganó otros dos campeonatos con New York Knicks.
Jugó a nivel universitario en North Dakota y fue elegido por los Knicks en la segunda ronda del Draft de 1967. Jugó trece temporadas y se retiró en 1980. En 1989 fue nombrado entrenador jefe de los Bulls, con los que ganó seis títulos en la década de 1990. En 1999 fichó por los Lakers y encadenó tres campeonatos consecutivos entre 2000 y 2002. En 2004 dejó el equipo, pero regresó un año más tarde y logró dos anillos más en 2009 y 2010. Se retiró definitivamente de los banquillos al término de la temporada 2010-11.
Es conocido por su aplicación del triángulo ofensivo ideado por su asistente Tex Winter, así como sus métodos holísticos inspirados en la filosofía oriental, lo que le ha valió el apodo de «Maestro Zen» («The Zen Master»). También se ha servido de prácticas espirituales propias de los nativos americanos. 
En 2007 fue elegido para entrar en el Salón de la Fama del Baloncesto.
En 2014 fue nombrado presidente de los Knicks, cargo que ocupó hasta 2017.

## Trayectoria

### Universidad
Bill Fitch reclutó a Jackson para la Universidad de Dakota del Norte, donde era miembro de la fraternidad Sigma Alpha Epsilon. Allí jugó al baloncesto tres temporadas con los Fighting Sioux.

### Profesional

#### New York Knicks (1967-1978)
En verano de 1967, fue elegido en segunda ronda del draft de 1967 por New York Knicks, y al ser probado por los Knicks, dirimieron que las habilidades que lo hacían un jugador destacado a nivel colegial no eran tan útiles en la NBA. Aunque era un atleta versátil, con brazos inusualmente largos, estaba limitado como tirador, y no poseía una gran velocidad. Jackson compensó sus limitaciones físicas con una inteligencia destacable y trabajando de forma extremadamente dura, especialmente en la defensa, lo que le valió el favor de la hinchada y la consideración de ser uno de los mejores sustitutos en la NBA. En esta situación ganó con los Knicks el campeonato de la NBA en 1973 (Jackson no había podido participar en el título conseguido por los Knicks en 1970 debido a una cirugía espinal). Poco después de este segundo título muchos jugadores claves del equipo campeón se retiraron, lo que llevó a Jackson a entrar a la alineación inicial del equipo, a pesar de sus limitaciones. 

#### New Jersey Nets (1978-1980)
Jackson se retiró como jugador en 1980 tras jugar dos temporadas en los New Jersey Nets.

### Entrenador

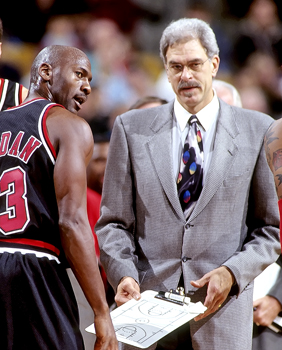
Phil Jackson como entrenador de Chicago Bulls.

#### Inicios
Los años siguientes los dedicó principalmente a dirigir equipos de ligas menores, entre las más destacables están la Continental Basketball Association y la Liga de Baloncesto Superior de Puerto Rico, conocida como BSN. Cuando estuvo en la CBA, ganó su primer campeonato como entrenador, dirigiendo al equipo de los Albany Patroons, el primer título del equipo en la CBA. Pero ningún equipo de la NBA le ofrecía un contrato. Una de las posibles razones de ello es que durante sus años como jugador adquirió reputación de simpatía por la contracultura. Entre otras cosas detalló sus experiencias con el LSD en una temprana autobiografía, "Maverick", cuando todavía jugaba para los Knicks en 1975.
Jackson fue el primer entrenador del equipo de NBA de los Chicago Bulls desde 1989 hasta 1998, y de Los Angeles Lakers desde 1999 hasta 2004 y luego desde el 2005 hasta el 2011, donde terminó su carrera como entrenador. Posee un total de 13 anillos de campeón: dos como jugador con los New York Knicks, seis como entrenador de los Bulls, y cinco como entrenador de los Lakers. Además de ser el entrenador con más títulos, Phil Jackson también posee la marca del mejor porcentaje de victorias en los Playoff de la NBA de todos los tiempos.

#### Chicago Bulls
Finalmente obtuvo un empleo en la NBA en 1987 como entrenador asistente con los Chicago Bulls. Fue entonces cuando Jackson conoció a Tex Winter y se convirtió un devoto del ataque en triángulo (o triángulo ofensivo). En 1989, Jackson fue ascendido a primer entrenador. En sus nueve años dirigiendo a los Bulls ganó seis campeonatos, perdiendo sólo en 1990 (su primera temporada), 1994 y 1995 (cuando Michael Jordan se retiró del baloncesto). En la temporada 95-96, el de la vuelta de Jordan, el equipo consiguió el que era el récord de la temporada regular, con 72 victorias frente a 10 derrotas (Golden State Warriors en la temporada 2015-2016 logró el récord 73-9). Ese año Jackson recibió su único premio al mejor entrenador de la temporada.
En 1998, coincidiendo con la retirada de Jordan, Jackson dejó el equipo con la idea de que no volvería a dirigir. Pero después de tomarse un año sabático decidió aceptar la oferta de los Lakers.

#### Los Angeles Lakers

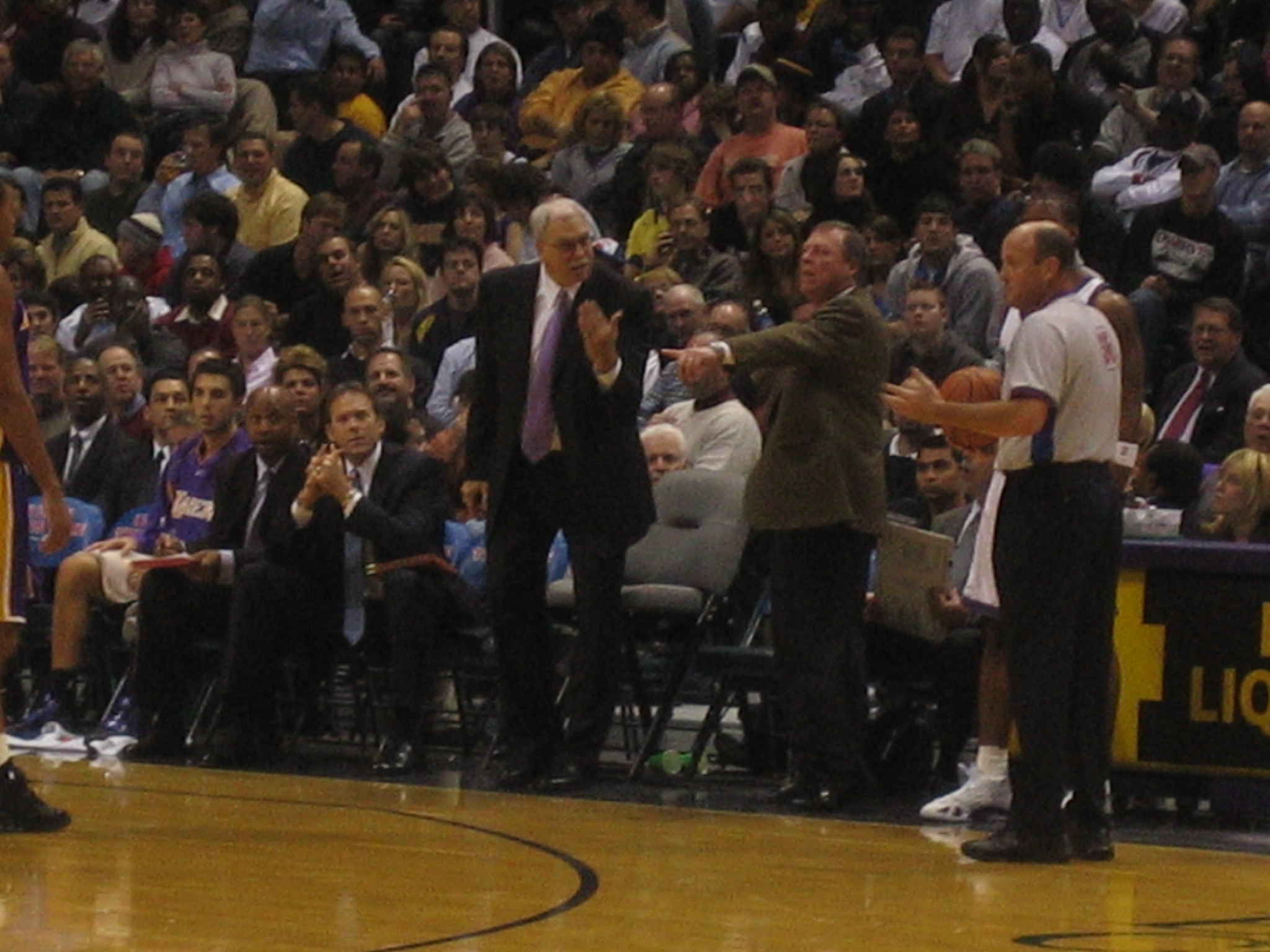
Phil Jackson como entrenador de Los Angeles Lakers.

Jackson tomó un equipo de los Lakers al que le sobraba talento pero cuyos miembros estaban poco integrados, e inmediatamente produjo resultados. En su primer año en Los Ángeles, los Lakers terminaron la temporada regular con una marca de 67 victorias y 15 derrotas. Ganaron el campeonato de la NBA en el año 2000, y repitieron título en los dos siguientes, 2001 y 2002. Pero las lesiones de algunos jugadores, la escasa aportación de los suplentes y la tensión entre sus dos jugadores más determinantes, Kobe Bryant y Shaquille O'Neal, mermaron el juego del equipo, que fue derrotado en los Playoff del 2003 por los San Antonio Spurs.
En la temporada 2003-04, Karl Malone y Gary Payton firmaron para los Lakers, que tenían de esta forma una plantilla llena de talento. Pero desde el primer día en el campamento de entrenamiento se sucedieron los problemas. La acusación a Bryant por violación, el conflicto ya público entre O'Neal y Bryant, y repetidas disputas entre Jackson y Bryant afectaron al equipo durante la temporada. A pesar de las distracciones, los Lakers alcanzaron la Final de la NBA como favoritos. Sin embargo, fueron derrotados por los Detroit Pistons, quienes dominaron completamente la serie venciendo a los Lakers en cuatro juegos a uno.
El 18 de junio del 2004, tres días después de sufrir su primera derrota en una serie final de la NBA, los Lakers anunciaron que Jackson dejaría su posición como entrenador principal. Shaquille O'Neal también dejaba el equipo. En ese otoño apareció el libro de Jackson The Last Season, un libro que muestra su punto de vista sobre las tensiones que rodearon al equipo de los Lakers de esa temporada 2003-04. 
Sin Jackson y O'Neal, los Lakers terminaron la temporada regular 2004–05 con 34 victorias y 48 derrotas. El sucesor de Jackson, Rudy Tomjanovich, renunció a mitad de temporada. El 15 de junio del 2005, los Lakers volvieron a contratar a Phil Jackson, después de un año sin dirigir en la NBA. 
Tras unos años de reconstrucción tras la marcha de O'Neal, recuperaron a Fisher y ya en 2008 con la adquisición de Pau Gasol, los Lakers volvieron a la final de la NBA, pero fueron derrotados por los Celtics. Al año siguiente obtuvieron la victoria final frente a Orlando Magic y ya en 2010 se tomaron la revancha y derrotaron a su bestia negra, los Celtics, de nuevo en la final. Consiguiendo así, dos títulos consecutivos.
La temporada 2010-11 fue irregular para los Lakers. En enero, Jackson anunció que sería su última campaña como entrenador de baloncesto.
La contribución táctica principal de Jackson, tanto en los Bulls como en los Lakers, fue la modernización del triángulo ofensivo. Jackson también se destaca por haber manejado jugadores difíciles; el más notable, Dennis Rodman. Además de ser conocido como el "Zen Master" por muchos aficionados al baloncesto debido a sus simpatías por el Budismo Zen.

### Ejecutivo
El 18 de marzo de 2014 Phil Jackson vuelve a la que fue su casa, los Knicks de Nueva York, franquicia que obtuvo sus dos únicos anillos con Jackson como jugador en los 70 y que ahora, cuarenta años después, ocuparía el puesto de Presidente, con un contrato por 5 años y $60 millones. Una de sus primeras decisiones fue despedir al entrenador Mike Woodson y a todo su equipo el 21 de abril. Luego firmó a Derek Fisher como entrenador, que ya había estado a sus órdenes en los Lakers.
Pero esa temporada se forjó como una de las peores en la historia de los Knicks, con récords negativos como las 16 derrotas consecutivas, o finalizar con el peor balance de su historia: 17–65.
Tras tres temporadas como presidente, el 28 de junio de 2017, acuerdan mutuamente la rescisión de su contrato como presidente, siendo reemplazado en el cargo por Steve Mills.

## Técnicas de motivación
Phil Jackson ha citado al libro de Robert Pirsig, "Zen y el Arte del Mantenimiento de Motocicletas", como una de las principales guías en su vida. Ha escrito varios libros exitosos sobre sus estrategias baloncestísticas y sus diferentes equipos.
A Jackson se le conoce como el "Maestro Zen". 
En los playoff de 2000, durante la primera ronda ante Sacramento Kings, mostró a sus jugadores un vídeo motivacional con secuencias de la película American History X, así como imágenes de Adolf Hitler intercaladas con las del entrenador Rick Adelman. Cuando Adelman lo supo, cuestionó abiertamente estas técnicas de motivación diciendo que Jackson había "cruzado la línea". Los Lakers ganaron la serie y el campeonato.
En las Finales de la NBA de 2001, en las que los Lakers se enfrentaron a los Philadelphia 76ers, Jackson tenía a Tyronn Lue, un jugador de los Lakers que era comparable en tamaño y altura a la estrella de los Sixers Allen Iverson. Le hizo que llevase una manga protectora, desde el codo a la muñeca, durante los entrenamientos de los Lakers para imitar a Iverson. Los medios de comunicación de Filadelfia consideraron que esto era una estrategia psicológica de Jackson, pero la idea principal era simular como era jugar contra Iverson, sin importar los tatuajes (que Lue también tenía).
En los días de partido, Jackson no entraba al vestuario hasta que faltaba un minuto o menos para salir a la pista.[cita requerida]

## Estadísticas de su carrera en la NBA
|  | Líder de la liga                                 |
|  | Denota temporada en la que fue Campeón de la NBA |

### Temporada regular
| Año     | Equipo     | PJ  | PT | MPP  | %TC  | %3P  | %TL  | RPP | APP | ROB | TPP | PPP  |
| ------- | ---------- | --- | -- | ---- | ---- | ---- | ---- | --- | --- | --- | --- | ---- |
| 1967-68 | New York   | 75  | –  | 14.6 | .400 | –    | .589 | 4.5 | .7  | –   | –   | 6.2  |
| 1968-69 | New York   | 47  | –  | 19.7 | .429 | –    | .672 | 5.2 | .9  | –   | –   | 7.1  |
| 1970-71 | New York   | 71  | –  | 10.8 | .449 | –    | .714 | 3.4 | .4  | –   | –   | 4.7  |
| 1971-72 | New York   | 80  | –  | 15.9 | .440 | –    | .732 | 4.1 | .9  | –   | –   | 7.2  |
| 1972-73 | New York   | 80  | –  | 17.4 | .443 | –    | .790 | 4.3 | 1.2 | –   | –   | 8.1  |
| 1973-74 | New York   | 82  | –  | 25.0 | .477 | –    | .776 | 5.8 | 1.6 | .5  | .8  | 11.1 |
| 1974-75 | New York   | 78  | –  | 29.3 | .455 | –    | .763 | 7.7 | 1.7 | 1.1 | .7  | 10.8 |
| 1975-76 | New York   | 80  | –  | 18.3 | .478 | –    | .733 | 4.3 | 1.3 | .5  | .3  | 6.0  |
| 1976-77 | New York   | 76  | –  | 13.6 | .440 | –    | .718 | 3.0 | 1.1 | .4  | .2  | 3.4  |
| 1977-78 | New York   | 63  | –  | 10.4 | .478 | –    | .768 | 1.7 | .7  | .5  | .4  | 2.4  |
| 1978-79 | New Jersey | 59  | –  | 18.1 | .475 | –    | .819 | 3.0 | 1.4 | .8  | .4  | 6.3  |
| 1979-80 | New Jersey | 16  | –  | 12.1 | .630 | .000 | .700 | 1.5 | .8  | .3  | .3  | 4.1  |
| Total   | Total      | 807 | –  | 17.6 | .453 | .000 | .736 | 4.3 | 1.1 | .6  | .4  | 6.7  |

### Playoffs
| Año   | Equipo     | PJ | PT | MPP  | %TC  | %3P | %TL   | RPP | APP | ROB | TPP | PPP  |
| ----- | ---------- | -- | -- | ---- | ---- | --- | ----- | --- | --- | --- | --- | ---- |
| 1968  | New York   | 6  | –  | 15.0 | .286 | –   | .800  | 4.2 | .3  | –   | –   | 4.0  |
| 1971  | New York   | 5  | –  | 6.0  | .286 | –   | 1.000 | 2.0 | .4  | –   | –   | 1.8  |
| 1972  | New York   | 16 | –  | 20.0 | .475 | –   | .737  | 5.1 | .9  | –   | –   | 9.8  |
| 1973  | New York   | 17 | –  | 19.9 | .500 | –   | .737  | 4.2 | 1.4 | –   | –   | 8.7  |
| 1974  | New York   | 12 | –  | 24.8 | .466 | –   | .900  | 4.8 | 1.3 | .8  | .4  | 11.3 |
| 1975  | New York   | 3  | –  | 26.0 | .476 | –   | .875  | 8.3 | .7  | 1.3 | 1.0 | 9.0  |
| 1978  | New York   | 6  | –  | 8.3  | .500 | –   | .667  | 1.7 | .5  | .5  | .0  | 2.0  |
| 1979  | New Jersey | 2  | –  | 10.0 | .333 | –   | 1.000 | 1.5 | .0  | .5  | .0  | 2.0  |
| Total | Total      | 67 | –  | 18.3 | .458 | –   | .782  | 4.2 | .9  | .8  | .3  | 7.7  |

## Estadísticas como entrenador
| Equipo      | Temp.   | P     | G   | P    | %G-P | Clasificación  | PPO | GPO | PPO  | %G-P | Resultado                            |
| ----------- | ------- | ----- | --- | ---- | ---- | -------------- | --- | --- | ---- | ---- | ------------------------------------ |
| Chicago     | 1989-90 | 82    | 55  | 27   | .671 | 2.º en Central | 16  | 10  | 6    | .625 | Pierde en Finales de conferencia     |
| Chicago     | 1990-91 | 82    | 61  | 21   | .744 | 1.º en Central | 17  | 15  | 2    | .882 | Gana Finales NBA                     |
| Chicago     | 1991-92 | 82    | 67  | 15   | .817 | 1.º en Central | 22  | 15  | 7    | .682 | Gana Finales NBA                     |
| Chicago     | 1992-93 | 82    | 57  | 25   | .695 | 1.º en Central | 19  | 15  | 4    | .789 | Gana Finales NBA                     |
| Chicago     | 1993-94 | 82    | 55  | 27   | .671 | 2.º en Central | 10  | 6   | 4    | .600 | Pierde en Semifinales de conferencia |
| Chicago     | 1994-95 | 82    | 47  | 35   | .573 | 3.º en Central | 10  | 5   | 5    | .500 | Pierde en Semifinales de conferencia |
| Chicago     | 1995-96 | 82    | 72  | 10   | .878 | 1.º en Central | 18  | 15  | 3    | .833 | Gana Finales NBA                     |
| Chicago     | 1996-97 | 82    | 69  | 13   | .841 | 1.º en Central | 19  | 15  | 4    | .789 | Gana Finales NBA                     |
| Chicago     | 1997-98 | 82    | 62  | 20   | .756 | 1.º en Central | 21  | 15  | 6    | .714 | Gana Finales NBA                     |
| L.A. Lakers | 1999-00 | 82    | 67  | 15   | .817 | 1.º en Pacific | 23  | 15  | 8    | .652 | Gana Finales NBA                     |
| L.A. Lakers | 2000-01 | 82    | 56  | 26   | .683 | 1.º en Pacific | 16  | 15  | 1    | .938 | Gana Finales NBA                     |
| L.A. Lakers | 2001-02 | 82    | 58  | 24   | .707 | 2.º en Pacific | 19  | 15  | 4    | .789 | Gana Finales NBA                     |
| L.A. Lakers | 2002-03 | 82    | 50  | 32   | .610 | 2.º en Pacific | 12  | 6   | 6    | .500 | Pierde en Semifinales de conferencia |
| L.A. Lakers | 2003-04 | 82    | 56  | 26   | .683 | 1.º en Pacific | 22  | 13  | 9    | .591 | Pierde en Finales NBA                |
| L.A. Lakers | 2005-06 | 82    | 45  | 37   | .549 | 3.º en Pacific | 7   | 3   | 4    | .429 | Pierde en Primera ronda              |
| L.A. Lakers | 2006-07 | 82    | 42  | 40   | .512 | 2.º en Pacific | 5   | 1   | 4    | .200 | Pierde en Primera ronda              |
| L.A. Lakers | 2007-08 | 82    | 57  | 25   | .695 | 1.º en Pacific | 21  | 14  | 7    | .667 | Pierde en Finales NBA                |
| L.A. Lakers | 2008-09 | 82    | 65  | 17   | .793 | 1.º en Pacific | 23  | 16  | 7    | .696 | Gana Finales NBA                     |
| L.A. Lakers | 2009-10 | 82    | 57  | 25   | .695 | 1.º en Pacific | 23  | 16  | 7    | .696 | Gana Finales NBA                     |
| L.A. Lakers | 2010-11 | 82    | 57  | 25   | .695 | 1.º en Pacific | 10  | 4   | 6    | .400 | Pierde en Semifinales de conferencia |
| Total       | 1,640   | 1,155 | 485 | .704 |      | 333            | 229 | 104 | .688 |      |                                      |

## Vida personal
Jackson creció en una familia pentecostal estricta. Tanto su padre como su madre eran ministros de las "Asambleas de Dios". 
Phil, sus dos hermanos y su hermanastra se criaron en un entorno extremadamente austero, en el que no estaba permitido bailar ni ver la televisión. Jackson no vio su primera película hasta el bachillerato, y no fue a ningún baile hasta que llegó a la universidad. La mayor parte de su niñez la pasó en Montana. Luego su familia se mudó a Williston, Dakota del Norte, donde asistió a la escuela superior y se destacó en varios deportes.
Allí jugaría para el equipo universitario de baloncesto, que consiguió dos títulos regionales. También jugó al fútbol americano y a béisbol -en la posición de pitcher-, y participó en torneos de atletismo. Chuck, su hermano mayor, sugeriría años más tarde que la pasión deportiva de los tres pequeños Jackson era consecuencia de la posibilidad de hacer, por primera vez, lo mismo que hacían los demás niños. Phil llamó la atención de varios ojeadores de béisbol. Finalmente jugaría en la NBA de la mano del entrenador Bill Fitch, quien previamente había sido entrenador de béisbol además de trabajar como ojeador para los Atlanta Braves. Fitch tomó el cargo de primer entrenador en el equipo de baloncesto de la universidad de Dakota del norte en primavera de 1962, durante el primer año como bachiller de Phil.
Sus 2,03 metros (6'8") de estatura lo hacían tan prodigioso que Fitch decidió mostrarlo en varias ocasiones a los busca talentos de la NBA con lo que llamó "The Car Trick" (El truco del coche), en donde Jackson se sentaba en el centro del asiento trasero de un Buick del 1950 y abría ambas puertas simultáneamente.
Está divorciado, tiene cinco hijos y siete nietos.

### Libros
- Take It All! (1970), con George Kalinsky. ISBN 0020291906
- Maverick: More than a Game (1975), con Charles Rosen. ISBN 0-87223-439-8
- Sacred Hoops: Spiritual Lessons of a Hardwood Warrior (1995), con Hugh Delehanty. ISBN 0-7868-6206-8, ISBN 0-7868-8200-X
- More than a Game (2001), con Charley Rosen (capítulos alternos entre los dos autores). ISBN 1-58322-060-7, ISBN 0-7434-4411-6
- The Last Season: A Team In Search of Its Soul (2004), con Michael Arkush. ISBN 1-59420-035-1, ISBN 0-14-303587-8
- The Los Angeles Lakers: 50 Amazing Years in the City of Angels (2009). ISBN 0-9823242-0-0
- Journey to the Ring: Behind the Scenes with the 2010 NBA Champion Lakers (2010) ISBN 0-9823242-2-7[13]
- Eleven rings: the soul of success (2013, con Hugh Delehanty). ISBN 1594205116, ISBN 978-1594205118